# Dorcadion
Dorcadion es un género de coleópteros de la familia Cerambycidae, subfamilia Lamiinae. 

## Especies
Se reconocen las siguientes en el subgénero Dorcadion:
- Dorcadion abakumovi Thomson, 1864
- Dorcadion alakoliense Danilevsky, 1988
- Dorcadion cephalotes Jakovlev, 1890
- Dorcadion crassipes Ballion, 1878
- Dorcadion ganglbaueri Jakovlev, 1897
- Dorcadion gebleri Kraatz, 1873
- Dorcadion glycyrrhizae (Pallas, 1773)
- Dorcadion tenuelineatum Jakovlev, 1895